# 電卓付き腕時計

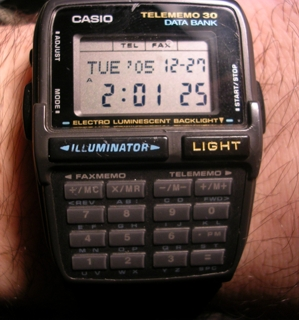
カシオ・データバンク

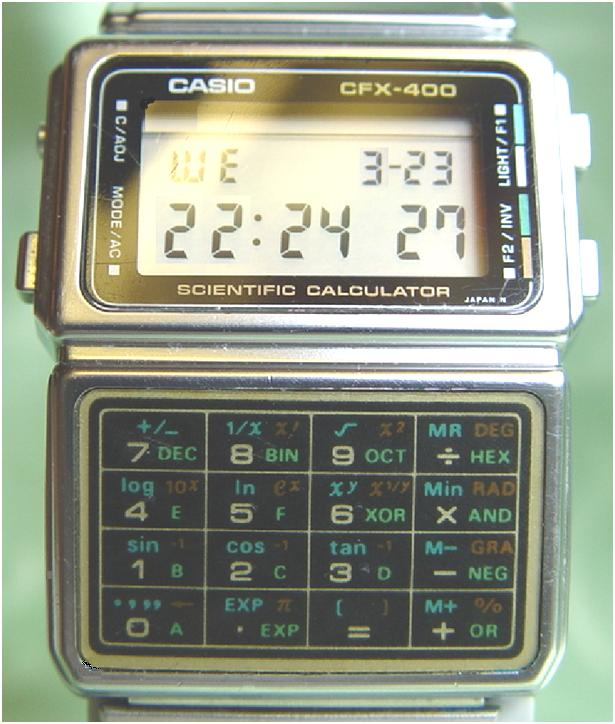
Casio CFX-400 Scientific calculator watch circa (1985年)

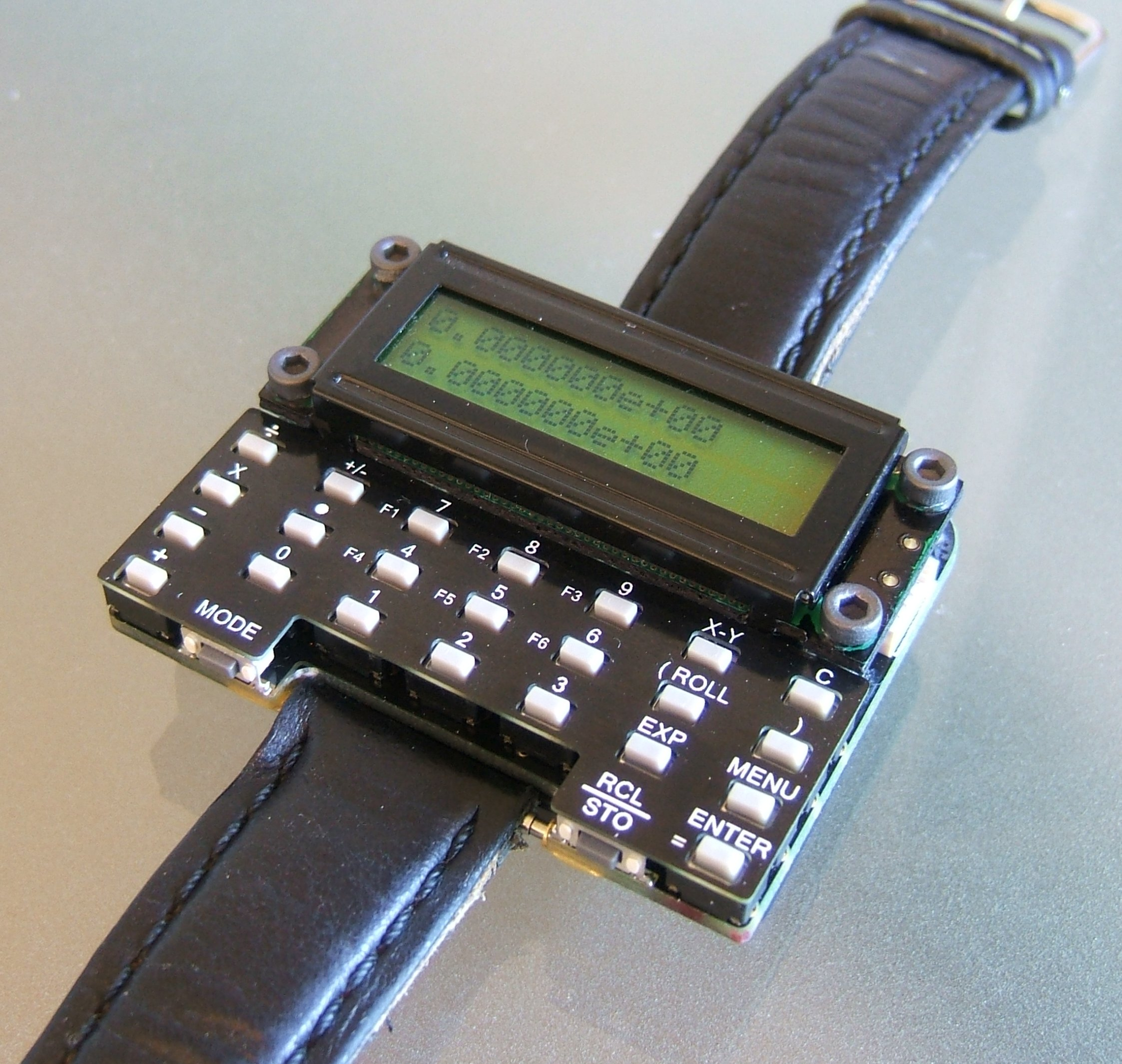
µWatch (オープンソースのDIYサイエンティフィック電卓付き腕時計)

電卓付き腕時計（でんたくつきうでどけい）は、電卓を内蔵したディジタルブレスレットである。普通は時計がある面にボタンがとりつけられている。1970年代に初めて登場し1980年代に人気のピークを迎え、現在でも作られている。最も有名なブランドはカシオ・データバンクのシリーズであるが、タイメックスのものも人気があった。

## 歴史
電卓付き腕時計は、1970年半ばに初めてパルサー（1975年。後にハミルトンの1ブランドとなった）とヒューレット・パッカードのものが登場した。パルサーやタイメックスなど、いくつかの時計メーカーも製造してきたが、これらはボタンの大きさが小さく、ペン先でボタンを押して操作することが想定されていた。
1980年2月、日本のエレクトロニクス会社のカシオが、世界初の指でボタンが押せるモデル「C-80」を発売。その後も多くのモデルを製造し、電卓機能だけでなく、予定、名前、住所、電話番号も保存することができるデータバンクを製作した。
付けている人がミクロビデオゲームをできる多目的腕時計「Nelsonic game watch」もあった。
大量生産の電卓付き腕時計は1980年代初頭に登場し、ほとんどが1980年代半ばに生産された。
実用性に乏しくキワモノ的存在であった腕時計型ウェアラブル端末だが、その後2010年代にスマートウォッチとして結実した。また従来スタイルの電卓付き腕時計も併売されている。